# ميخائيل كون
ميخائيل كون (بالإنجليزية: Michael Kohn)‏ هو لاعب كرة قاعدة أمريكي، ولد في 26 يونيو 1986 في كامدن في الولايات المتحدة.

## وصلات خارجية
- ميخائيل كون على موقع دوري كرة القاعدة الرئيسي (الإنجليزية)
- ميخائيل كون على موقعبيزبول رفرنس.كوم (الدوري الرئيسي) (الإنجليزية)
- ميخائيل كون على موقعبيزبول رفرنس.كوم (الدوري الثانوي) (الإنجليزية)
- ميخائيل كون على موقع إي إس بي إن.كوم (أم.أل.بي) (الإنجليزية)
- ميخائيل كون على موقع مشجعي الرسوم البيانية (الإنجليزية)